# National Pro Fastpitch 2008
Navigation
2007 2009
La National Pro Fastpitch 2008 est la cinquième saison de cette compétition américaine de softball féminin. La saison régulière comprenant 48 matches par équipes se tient du 29 mai au 17 août. Les play-offs ont lieu du 22 au 24 août, avec une finale pour le titre sur un match le 24. Cette rencontre décisive opposant les Chicago Bandits aux Washington Glory est remportée 6-4 par Chicago.

## Franchises
| Équipe              | Ville                                               | Stade                            |
| ------------------- | --------------------------------------------------- | -------------------------------- |
| Akron Racers        | Akron (Ohio)                                        | Firestone Stadium                |
| Chicago Bandits     | Elgin (Illinois) (banlieue de Chicago)              | Judson University Softball Field |
| Philadelphia Force  | Allentown (Pennsylvanie) (banlieue de Philadelphie) | Bicentennial Park                |
| New England Riptide | Lowell (Massachusetts)                              | Martin Softball Field            |
| Rockford Thunder    | Roscoe (Illinois)                                   | Player's Park                    |
| Washington Glory    | Fairfax (Virginie) (banlieue de Washington)         | George Mason Softball Complex    |

## Saison régulière
| Rang | Équipe              | Vic. | Déf. | Pct   |
| ---- | ------------------- | ---- | ---- | ----- |
| 1er  | Chicago Bandits     | 32   | 16   | 0.667 |
| 2e   | Philadelphia Force  | 31   | 17   | 0.646 |
| 3e   | Washington Glory    | 30   | 18   | 0.625 |
| 4e   | New England Riptide | 22   | 26   | 0.458 |
| 5e   | Akron Racers        | 19   | 29   | 0.396 |
| 6e   | Rockford Thunder    | 18   | 30   | 0.379 |

## Play-offs
|  | Préliminaires | Préliminaires       | Préliminaires      |                    |                    | Demi-finales        | Demi-finales | Demi-finales |  |    | Finale          | Finale | Finale | Finale |
|  |               |                     |                    |                    |                    |                     |              |              |  |    |                 |        |        |        |
|  | -             | Chicago Bandits     | 4                  |                    |                    |                     |              |              |  |    |                 |        |        |        |
|  | -             | New England Riptide | 1                  |                    |                    |                     |              |              |  |    |                 |        |        |        |
|  | -             | New England Riptide | 1                  |                    | W1                 | Chicago Bandits     | 5            |              |  |    |                 |        |        |        |
|  |               |                     |                    |                    | W1                 | Chicago Bandits     | 5            |              |  |    |                 |        |        |        |
|  |               | W2                  | Philadelphia Force | 1                  |                    |                     |              |              |  |    |                 |        |        |        |
|  | -             | W2                  | Philadelphia Force | 1                  | Philadelphia Force | 7                   |              |              |  |    |                 |        |        |        |
|  | -             |                     |                    |                    | Philadelphia Force | 7                   |              |              |  |    |                 |        |        |        |
|  | -             | Washington Glory    | 2                  |                    |                    |                     |              |              |  |    |                 |        |        |        |
|  | -             | Washington Glory    | 2                  |                    |                    |                     |              |              |  | W3 | Chicago Bandits | 6      | 1er    |        |
|  |               |                     |                    |                    |                    |                     |              |              |  | W3 | Chicago Bandits | 6      | 1er    |        |
|  |               | W5                  | Washington Glory   | 4                  | 2e                 |                     |              |              |  |    |                 |        |        |        |
|  | L1            | W5                  | Washington Glory   | 4                  | 2e                 | New England Riptide | 2            |              |  |    |                 |        |        |        |
|  | L1            |                     |                    |                    |                    | New England Riptide | 2            |              |  |    |                 |        |        |        |
|  | L2            | Washington Glory    | 11                 |                    |                    |                     |              |              |  |    |                 |        |        |        |
|  | L2            | Washington Glory    | 11                 |                    | W4                 | Washington Glory    | 3            |              |  |    |                 |        |        |        |
|  |               |                     |                    |                    | W4                 | Washington Glory    | 3            |              |  |    |                 |        |        |        |
|  |               |                     | L3                 | Philadelphia Force | 2                  |                     |              |              |  |    |                 |        |        |        |
|  |               |                     |                    | Philadelphia Force | 2                  |                     |              |              |  |    |                 |        |        |        |
|  |               |                     |                    |                    |                    |                     |              |              |  |    |                 |        |        |        |
|  |               |                     |                    |                    |                    |                     |              |              |  |    |                 |        |        |        |